# Drap d'or
Ne doit pas être confondu avec Camp du Drap d'Or.
Drap d'or est le nom de trois variétés de pommes.

## Drap d'or de Bretagne

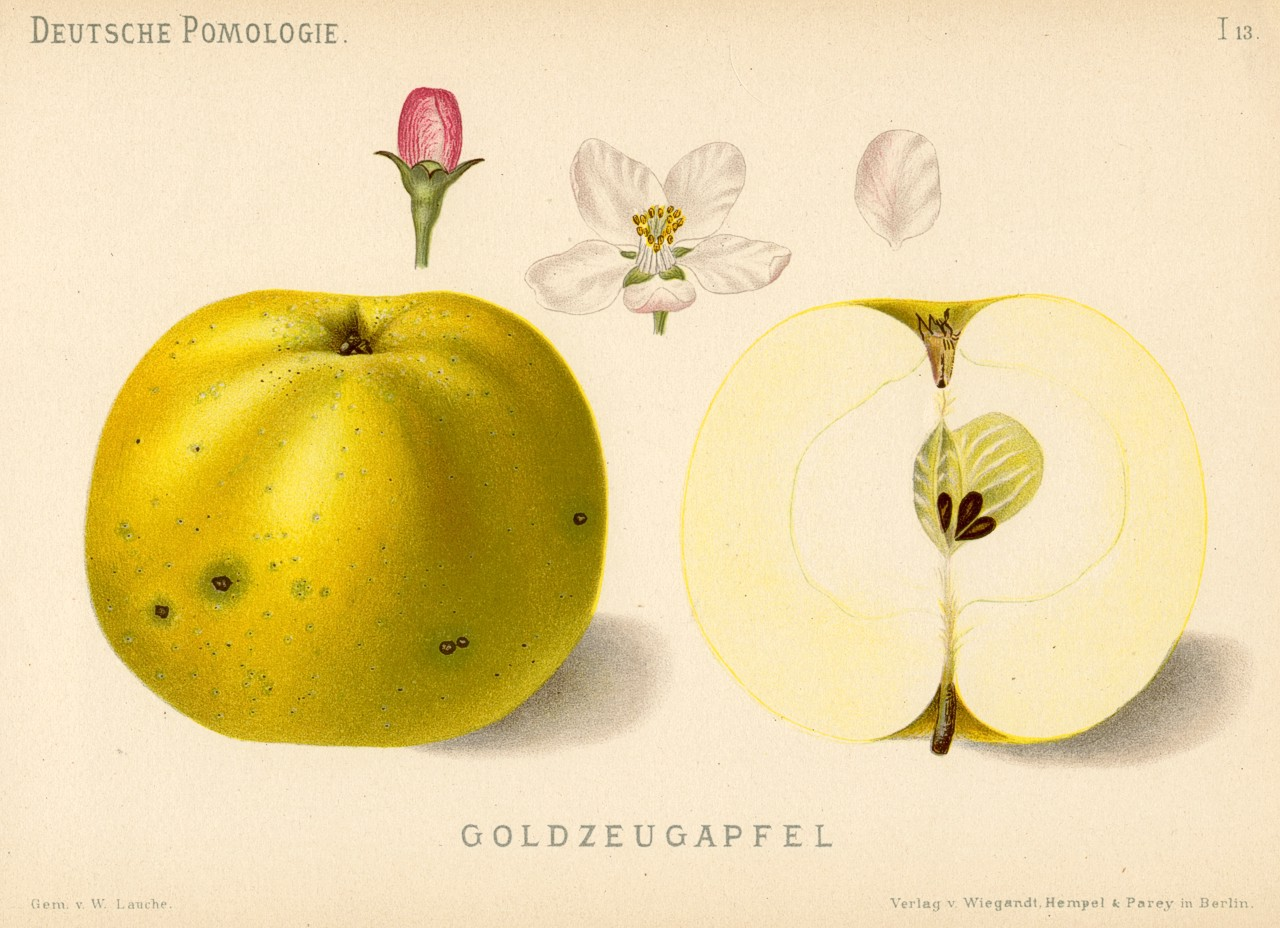
Drap d'or dans Deutsche Pomologie.

### Synonymes
- « Vrai drap d'or »,
- Reinette de Melesse,
- « Reinette vermeille de Bretagne »,
- Pomme Bay,
- Pomme d'Or de France,
- Radar, Rado ou « Bonne de Mai »,
- « Chailleux », cette dernière appellation se décline en différentes variantes telles que « Chailleux gros », « Chailleux tardif », etc.

### Origine
Originaire du canton de Nozay.

### Description
Le fruit moyen à gros est jaune légèrement marbré de brun clair ponctué de roux.
Sa chair blanche jaunâtre est parfumée, fine, sucrée et croquante.
Arrive à maturité vers décembre.
Cité dès 1628 par le Lectier, « Drap d'or de Bretagne » est un arbre vigoureux et fertile qu'il faut greffer de préférence sur franc en raison de sa forte vigueur. La production est parfois alternante.
Peu sensible aux parasites.

## Drap d'Or des Hollandais
La « drap d'or de Bretagne » est parfois confondue avec la Reinette marbrée (Drap d'Or des Hollandais) ou la Reinette blanche hâtive.